# Església del Raval de Sollana
Al centre de Sollana de l'antic Convent de Mercedaris (1805), dedicat a la Puríssima Concepció, solament queda l'església. El convent va ser destruït el 1959 per a fer habitatges i un centre higiènic.
D’estil neoclàssic, es va acabar de construir el desembre del 1805 i fa 35,5 m de llarg per 16 d’ample. L'orde era de caràcter militar, per això hi ha dues torres quadrangulars que flanquegen l'edifici com una fortalesa.
L'interior és d'una sola nau amb puntual decoració al sostre, la volta i els faixons dels arcs. Disposa de quatre capelles per cada costat abans del creuer. L’altar major s'allotja al fons de la nau i consta de quatre grans columnes. A més, disposa de dues portes, una frontal i altra lateral.
Està catalogada per la DG de Patrimoni Cultural Valencià com Bé de Rellevància Local.